# Heteropoda debalae
Heteropoda debalae is een spinnensoort uit de familie jachtkrabspinnen (Sparassidae).
De wetenschappelijke naam van de soort werd in 2005 gepubliceerd door Bijan Kumar Biswas & Rakhi Roy.